# Passchier de Fijne

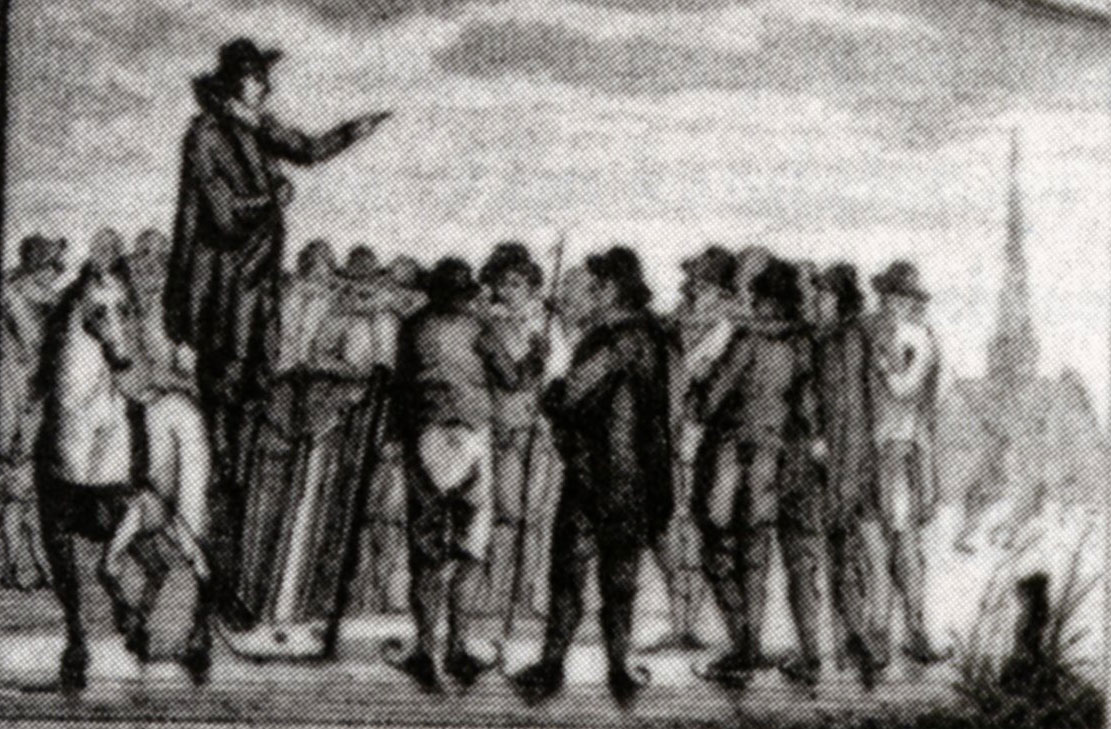
Passchier de Fijne (het ijsvogelken) prekend op het ijs van de Gouwe bij Gouda

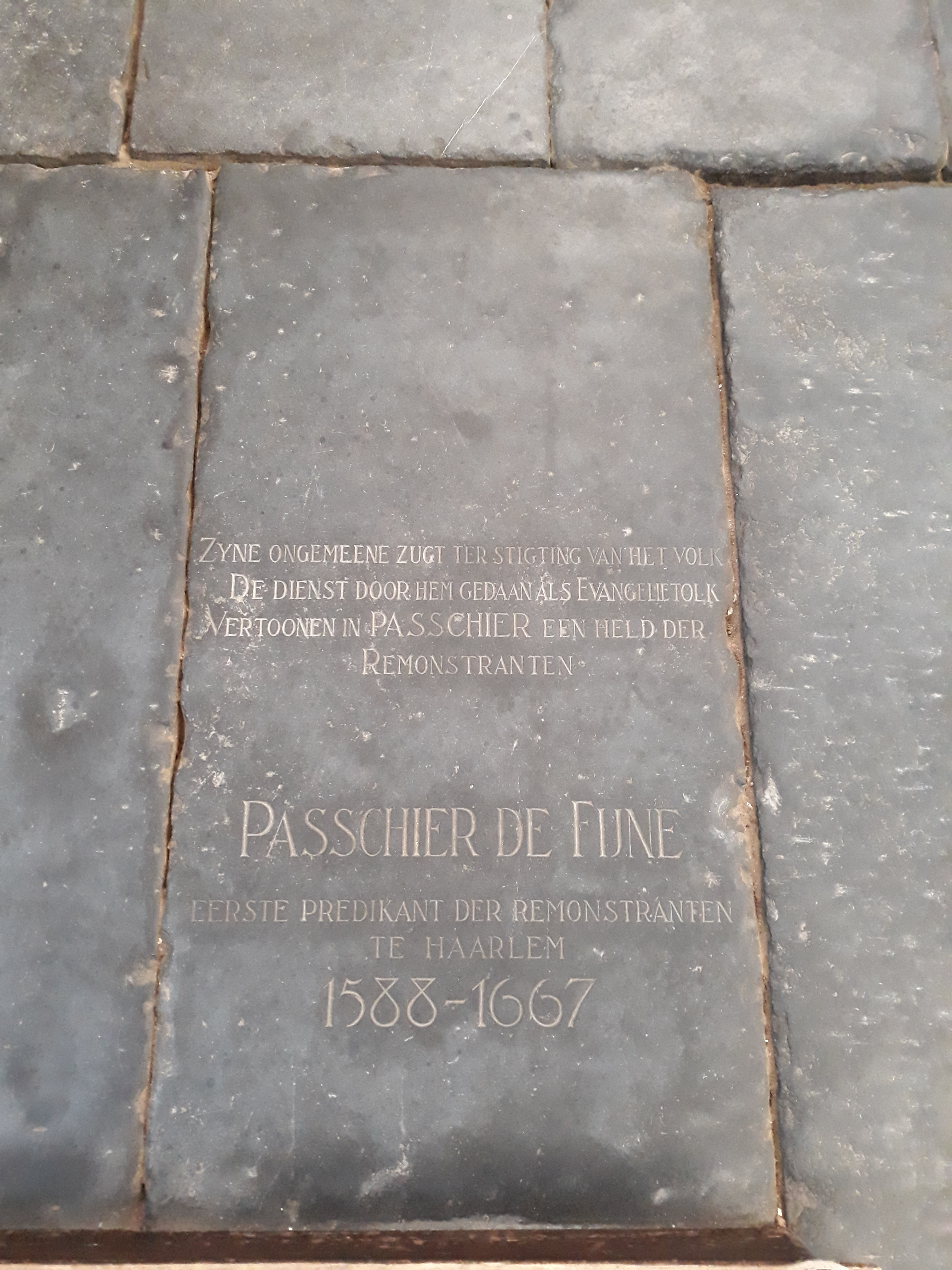
Het graf van Passchier de Fijne in de Grote of Sint-Bavokerk te Haarlem

Passchier de Fijne (ook Paschier en ook Fyne) (Leiden, 31 januari 1588 - Haarlem begraven aldaar 27 oktober 1667) was een Nederlandse predikant en een van de eerste predikanten van de Remonstrantse broederschap. Vanwege zijn verboden preken op het ijs van de Gouwe bij Gouda werd hij ook het ijsvogelken genoemd.

## Leven en werk
De Fijne was een zoon van de uit de Zuidelijke Nederlanden gevluchte lakenwerker Paschier de Fijne en Maaike Couwerts. Aanvankelijk trad hij in het voetspoor van zijn vader en werd lakenwerker. Hij volgde geen opleiding aan een theologische faculteit, maar werd door een tweetal predikanten in dit vak opgeleid, onder wie Cornelis Damman uit Ouddorp. Nadat hij was geëxamineerd door de classis Brielle verkreeg hij toestemming om het ambt van predikant uit te oefenen. Toch zou hij eerst nog terugkeren naar zijn geboortestad Leiden. Hier ontwikkelde hij in de beginperiode van het Twaalfjarig Bestand (1609-1621) sympathie voor de aanhangers van de theoloog Arminius en koos partij voor de remonstranten. Hij kreeg in 1611 een aanstelling als predikant in Jaarsveld waar hij vanwege zijn remonstrantse gezindheid werd benoemd. Tijdens de synode van Dordrecht weigerde hij afstand te doen van zijn opvattingen. Hij werd verbannen uit het gewest, maar dook onder. In opdracht van de in 1619 opgerichte Remonstrantse Broederschap bleef hij preken. Omdat het preken hem door de overheid verboden was trok hij vermomd door het land en preekte op diverse schuilplaatsen. Zo preekte hij ook in de winter op het ijs van de Gouwe bij Gouda, hieraan dankt hij zijn bijnaam het ijsvogelken. In Goudsche Onkatolijke kerkzaken wordt dat door Ignatius Walvis als volgt beschreven:
Als het daarna zeer sterk had gevroren, deed hij den 19.sten van januarius [1620] eene preedikaatsie bij klaaren dage, buiten op 't ijs staande met een pije rok en blauwe neusdoek om den hals op een ijssleede, met een paerd voorzien, en de toehoorders meest op schaatse, op de Gouwe. Na het eindigen der preeke beval hij een psalm te zingen en onder 't zingen reed de sleede met hem voort. Toen volgden hem alle de goedgunstigen op schaatsen tot Waddinxveen toe. D'andere bleven staan en zongen den psalm uit. Wegens dat prediken op 't ijs, noemden hem de Goudsche remonstranten het IJsvogelke, als ze van hem spraken en sijnen naam wilden bedekken.
In de omgeving van Gouda werd jacht op hem gemaakt door de baljuw en ketterjager Anthony Cloots en in de omgeving van Leiden werd op hem gejaagd door de schout Willem de Bont. Bij een inval door Cloots tijdens een illegale kerkdienst van De Fijne werd Cloots zo door de kerkgangers belaagd, dat de bajuw maar nauwelijks kans zag het vege lijf te reden.
De Fijne legde contact met de collegianten in Rijnsburg, een stroming onder leiding van ouderling Gijsbert van der Kodde. Pogingen van zijn kant om hen onder te brengen bij de Remonstrantse Broederschap leden schipbreuk. Na de dood van prins Maurits in 1625 werd het klimaat voor de remonstranten gaandeweg weer rustiger. Na zijn periode van reizend predikant werd hij in 1633 bevestigd tot remonstrants predikant in Haarlem. De Fijne schreef vele boeken en pamfletten, waarin hij de opvattingen van de remonstranten verdedigde. In zijn pamfletten gebruikte hij regelmatig de samenspraak als middel om zijn opvattingen voor het voetlicht te brengen. In zijn polemiek met de Haagse predikant Casper Streso voerde hij een veenboer op in gesprek met een predikant. Voor de remonstrantse voorman Eduard Poppius schreef hij een voorwoord voor zijn postuum in 1625 verschenen Cort ende grondich bericht, gericht tegen de contraremonstranten.
De Fijne trouwde op 19 februari 1612 te Leiden met Machtelt Jans Bouchout. Hij overleed in oktober 1667 op 79-jarige leeftijd in Haarlem. Hij werd begraven in de Grote of Sint-Bavokerk aldaar.